# Antti Kuisma
Antti Sakari Kuisma (* 23. Februar 1978 in Jyväskylä) ist ein ehemaliger finnischer nordischer Kombinierer.

## Karriere
Sein nationales Debüt feierte Kuisma bereits 1987, bevor er 1999 seine erste Weltcupsaison bestritt und 2001 beim Sommergrandprix in Oberhof seinen ersten Podiumsplatz erreichte. Sein bestes Einzelergebnis im Weltcup war ein fünfter Rang im Februar 2005 in Pragelato beim Sprint. Wegen der großen teaminternen Konkurrenz trat Kuisma häufiger in Wettbewerben des B-Weltcups an und gewann drei Rennen bei insgesamt sieben Podiumsplatzierungen. Der erste Erfolg war ein Gundersen-Wettbewerb 2001 im Val di Fiemme und kurz danach ein Sprintsieg in Taivalkoski, 2006 in Vuokatti siegte er wieder im Gundersen.
Der größte Erfolg seiner Karriere gelang Kuisma bei den Olympischen Winterspielen 2006 in Turin, wo er zusammen mit Anssi Koivuranta, Jaakko Tallus und Hannu Manninen die Bronzemedaille im Mannschaftswettbewerb der Nordischen Kombination gewann.
2008 beendete Kuisma seine aktive Karriere und gab zusammen mit Teamkollege Hannu Manninen seinen Rücktritt bekannt, nachdem er an insgesamt 66 Weltcups und den Olympischen Spielen 2006 in Turin teilgenommen hatte. Während des Sommergrandprix 2008 reiste Kuisma als Trainerassistent mit dem finnischen Team der Nordischen Kombination.

## Erfolge

### Weltcupsiege im Team
| Nr. | Datum            | Ort       | Disziplin |
| --- | ---------------- | --------- | --------- |
| 1.  | 11. Februar 2005 | Pragelato | Staffel 1 |

### B-Weltcupsiege im Einzel
| Nr. | Datum            | Ort           | Disziplin |
| --- | ---------------- | ------------- | --------- |
| 1.  | 16. Januar 2001  | Val di Fiemme | Gundersen |
| 2.  | 5. Dezember 2001 | Taivalkoski   | Sprint    |
| 3.  | 10. März 2006    | Vuokatti      | Gundersen |

## Musik
Nachdem Kuisma ab 1999 in der Wintersportler-Band Vieraileva Tähti mit Gesang und Gitarre wirkte, begann er, seitdem kleinere Bands im Umkreis seines Heimatortes Jyväskylä zu unterstützen. Als Berater steht er seinen ehemaligen Musikerkollegen in der Band The Kroisos zur Seite und koordiniert die Studioaufnahmen.
Kuisma ist nicht verheiratet und lebt momentan in Vuokatti. Er trainiert dort Jugendliche in der nordischen Kombination.